# Vista panorámica de la ciudad de Puebla
Vista Panorámica de la ciudad de Puebla es un mural al fresco realizado por el pintor mexicano Gerardo Murillo, Dr. Atl, entre 1924 y 1934. Se localiza en el Patio de Cañones en el Museo Nacional de Historia. Es el único mural que no fue elaborado para el museo. Presumiblemente, este es el único mural del pintor que ha sobrevivido.

## Antecedentes
En 1923, Alberto J. Pani, pidió a Gerardo Murillo, Dr. Atl, que coordinara la edición de una serie de monografías que llevaría por título Iglesias de México, para lo cual se sumaron al proyecto Manuel Toussaint y José R. Benítez Ibarra. La obra se publicó en seis volúmenes entre 1924 y 1927. El tomo I se dedicó exclusivamente al estudio de las cúpulas. Los dibujos, ilustraciones y acuarelas que aparecen en este trabajo son una muestra previa de lo que desarrollaría más adelante. Este proyecto fue la inspiración de este mural que inicialmente se pintó en el Convento de la Merced, de la Ciudad de México, el cual sirvió como espacio de trabajo y refugio del pintor entre 1920 e inicios de la década de 1930.
Es durante ese periodo que, en uno de los muros del ex convento, plasmó el mural que hoy lleva el nombre de Vista panorámica de la ciudad de Puebla y que en realidad se acerca a una de sus ilustraciones del tomo I de Iglesias de México, originalmente llamada “Puebla la cupular. Panorama de la ciudad vista desde el atrio de Analco.” Es indudable que el mural se relaciona con la publicación mencionada: las fotografías de Guillermo Kahlo y los dibujos que el Dr. Atl realizó para ejemplificar las cúpulas lo constatan. Su obsesión por Puebla es evidente y se derivó de considerar la diversidad de sus tipos de cúpulas y su policromía, elementos que, según el Dr. Atl, hacen un paisaje irrepetible.

## Descripción
Lo conservado hasta nuestros días es un fragmento del mural en el que se aprecia una superposición de planos a partir de ejes y estructuras, y no por medio de un punto de fuga como tradicionalmente se haría. Cuenta con un eje central cuya finalidad es alinear sobre la vertical la Catedral y la iglesia del Carmen. Es posible observar otro plano más creado en el horizonte a partir de la misma Catedral y la sucesión de construcciones que la van flanqueando. Con base en dichas líneas se dispusieron las cúpulas, que a su vez fueron delimitadas por una serie de polígonos trazados transversalmente y que parten del eje horizontal para desembocar en el conjunto del Carmen. Al parecer, la utilización de estructuras geométricas poligonales e irregulares fue un recurso de los artistas en aquellos años.
Aunque el conjunto de edificios resulta ser una recreación ilusoria, la colocación de la vista posterior de la Catedral al centro, junto con la iglesia de la Compañía de Jesús a su costado derecho, sitúa al espectador en una elevación de la ciudad de Puebla de oriente a poniente; específicamente, se logra la misma visión que se tiene cuando se está dentro del atrio de la iglesia de Analco.
La preservación del ex convento de la Merced de la Ciudad de México y la promoción de las artes populares, tanto con la edición de libros como con la fundación cooperativas, obedecen a un movimiento cultural e intelectual que buscó dar respuesta a la pregunta acerca de lo que implicaba la mexicanidad y a la cual el propio Atl hizo su contribución mediante el rescate de las artes populares, el estudio de la arquitectura novohispana, la catalogación del patrimonio arquitectónico y el legado pictórico de temática paisajista que desarrolló a partir de los años de 1930.

## Traslado del Convento de la Merced al Museo Nacional de Historia
En 1965, la entonces Dirección de Conservación de Murales del INAH encabezó los trabajos de desprendimiento y consolidación de esta obra. La técnica empleada para el mural de una superficie de fue la llamada strappo, que consiste en desprender solo la capa pictórica. Años más tarde fue trasladado al Museo Nacional de Historia durante la administración de Antonio Arriaga Ochoa, quien impulsó la reestructuración de las salas y el empleo de murales pintados por Juan O´Gorman, David Alfaro Siqueiros y Jorge González Camarena para explicar de manera didáctica la historia de México. Entre 1969 y 1970 fue llevado a la Sala Colonia y finalmente en 1971 fue llevado al patio de Cañones.